# Acroporium depressum
Acroporium depressum är en bladmossart som beskrevs av Thériot 1926. Acroporium depressum ingår i släktet Acroporium och familjen Sematophyllaceae. Inga underarter finns listade i Catalogue of Life.